# Page, West Virginia
Page är en så kallad census-designated place i Fayette County i West Virginia i USA. Vid 2010 års folkräkning hade Page 224 invånare.